# Stanisław Makowiejew
Stanisław Makowiejew (ur. 17 maja 1991 w Tyraspolu) – polski piłkarz ręczny, środkowy rozgrywający, od 2018 zawodnik Chrobrego Głogów.

## Kariera sportowa
Urodził się w Tyraspolu, w 1997 wraz z matką i bratem przyjechał do Polski (ojciec dołączył do nich rok później). W 2009 otrzymał polskie obywatelstwo. Karierę rozpoczął w zespole ŚKPR Świdnica, z którym w 2011 wywalczył awans do I ligi. W 2012 został wypożyczony na rok do Siódemki Miedzi Legnica, jednak wobec dużej konkurencji w drużynie, po kilku miesiącach odszedł do Śląska Wrocław. Na początku 2013 powrócił do ŚKPR Świdnica, w którym występował do 2014.
W sezonie 2014/2015 ponownie występował w Siódemce Miedź Legnica, tym razem będąc jej czołowym strzelcem w rozgrywkach I ligi. Następnie przeszedł do Czuwaju Przemyśl. W sezonie 2015/2016, w którym zdobył 140 bramek w 26 meczach, zajął 10. miejsce w klasyfikacji najlepszych strzelców I ligi. W 2016 został graczem Piotrkowianina Piotrków Trybunalski. W sezonie 2016/2017 był jego najlepszym strzelcem w Superlidze – w 30 spotkaniach rzucił 104 gole. W sezonie 2017/2018 rozegrał 23 mecze, w których zdobył 72 bramki. W lipcu 2018 został zawodnikiem Chrobrego Głogów.
W grudniu 2017 został po raz pierwszy powołany na zgrupowanie reprezentacji Polski przez trenera Piotra Przybeckiego. W kadrze narodowej zadebiutował 28 grudnia 2017 w wygranym meczu z Bahrajnem (26:18), w którym zdobył jedną bramkę.